# Cimade
La Cimade (à l'origine acronyme de Comité inter-mouvements auprès des évacués), est une association loi de 1901 de solidarité active et de soutien politique aux migrants, aux réfugiés et aux déplacés, aux demandeurs d'asile et aux étrangers en situation irrégulière.
Elle est fondée le 18 octobre 1939 peu après le début de la Seconde Guerre mondiale par des mouvements de jeunesse chrétiens de confession protestante, dont certains liés au scoutisme (Éclaireuses et éclaireurs unionistes de France). La Cimade, membre de la Fédération protestante de France, est devenue une association œcuménique dont une partie des bénévoles se définissent comme laïcs.
La Cimade intervient dans les domaines suivants :
- assistance juridique aux étrangers retenus en centre de rétention administrative, gestion d'établissements sanitaires et sociaux, formation et adaptation linguistique. Ces activités sont assurées par des financements et conventionnements publics ;
- accueil des étrangers dans des permanences juridiques, actions de solidarité internationale, interventions en prison et en locaux de rétention, sensibilisation du grand public et des politiques aux thèmes portés par l'association. Ces activités sont principalement financées sur les fonds propres de l'association.

Selon ses statuts, la « Cimade a pour but de manifester une solidarité active avec ceux qui souffrent, qui sont opprimés et exploités et d’assurer leur défense, quelles que soient leur nationalité, leur origine, ou leur position politique ou religieuse. En particulier, elle a pour objet de veiller scrupuleusement au respect des droits et de la dignité des personnes, quelle que soit leur situation. La Cimade rassemble des personnes d’horizons nationaux, confessionnels, philosophiques et politiques divers, engagées dans ce service ».
Le siège de l'association est situé à Paris.

## Histoire

### Au début : les évacués d'Alsace-Lorraine
En septembre 1939, à la suite de l’entrée en guerre contre l’Allemagne, les habitants des zones frontalières d'Alsace et de Moselle sont évacués vers le Sud-Ouest de la France (Haute-Vienne, Dordogne, Landes, Lot-et-Garonne, Gers). Commencent alors cinq ans d'exil dans des conditions difficiles pour plus de deux cent mille personnes. Les Alsaciens et Mosellans, souvent germanophones, sont parfois perçus comme des étrangers et fréquemment confrontés à des réactions de rejet de la part des populations d'accueil. Alors que l'Alsace et la Lorraine sont de grands berceaux du protestantisme, les départements d'accueil sont majoritairement catholiques.
Suzanne de Dietrich, protestante d'origine alsacienne, vice-présidente depuis 1929 de la Fédération universelle des associations chrétiennes d'étudiants, entreprend un voyage dans ces régions du Sud-Ouest. À la suite de cette mission, fin septembre et début octobre 1939, les mouvements de jeunesse de la Fédération protestante de France se regroupent au sein d'un Comité inter-mouvements (CIM). Ils envoient des équipes dans le Sud-Ouest (Périgueux, Haute-Vienne…). Georgette Siegrist coordonne les premières actions des équipières sur le terrain et devient la première secrétaire générale et Jane Pannier la présidente. La structure s’institutionnalise avec la création « du » Cimade en mars 1940, sous la présidence de Jane Pannier. Le 15 août 1940, Madeleine Barot succède à Georgette Siegrist affaiblie, au poste de secrétaire générale de la Cimade.

### Les camps d'internement pour étrangers
À partir d'août 1940, la Cimade intervient dans le camp d'internement de Gurs, où sont enfermés de nombreux étrangers, républicains espagnols, Tziganes, communistes, réfugiés politiques, intellectuels allemands ayant fui le nazisme, notamment. La Cimade assiste également les Juifs fuyant les persécutions, en particulier en organisant leur accueil au Chambon-sur-Lignon dès 1940 avec l'aide des paroisses protestantes et en coordination avec le « Comité de Nîmes ». À partir de 1943 et l'occupation de la zone Sud, l'association étend son action en fabriquant de faux papiers d'identité, et en envoyant en Suisse des Juifs menacés de déportation. La Cimade a ainsi contribué à sauver des Juifs de la Shoah en organisant physiquement (déplacements clandestins en bus) ou en assistant administrativement (notamment grâce à l'obtention de faux papiers) leur fuite vers la Suisse, notamment vers les communes du lac Léman et la ville de Genève. Les convoyeurs de la Cimade travaillent notamment avec la filière de Douvaine pilotée par l'abbé Rosay.
La Cimade est également impliquée dans le sauvetage de 108 enfants juifs du camp de transit de Vénissieux, en août 1942, notamment en la personne de Madeleine Barot.

### Après la Seconde Guerre mondiale
En Allemagne, des équipes Cimade interviennent dès 1946 à Mayence et Berlin, notamment dans des camps de réfugiés venus d'Europe de l'Est. En 1955, deux infirmières, équipières de la Cimade, s'installent à Dakar. En 1951, Madeleine Barot effectue une mission dans les camps palestiniens au Liban, en Syrie et en Jordanie. À partir de 1967, la Cimade s'engage dans le soutien à ses partenaires palestiniens et israéliens dans la recherche d'une paix juste.
En 1956, la Cimade ouvre son premier « poste » en France, rue d'Aix à Marseille, puis dans les camps du Grand Arenas, Colgate et la Grande Bastide. En 1959, un poste est ouvert à Paris, et à Lyon en 1962. Y sont proposés en particulier des cours d'alphabétisation, de français, de soutien scolaire, ou encore de couture.
Dès 1957, des membres de la Cimade interviennent dans les « centres d'assignation » où sont enfermés des Algériens. En 1958, un premier poste Cimade est installé à Alger, au clos Salembier.

### Dans les années 1960
Au début des années 1960, les services de l'association sont répartis entre des activités centrales et plusieurs secteurs. Les services centraux comprennent la direction, les services généraux, l'éducation œcuménique et les cours interconfessionnels. Les secteurs sont :
- le secteur des réfugiés, réparti en sept missions (immigration, émigration, réfugiés Viêt Nam, vestiaire, centres d'hébergement, distribution de vivres, cours, ciné-club) ;
- le secteur nord-africain, qui organise des interventions en France (camps d’assignation à résidence, postes de Marseille, Paris 14e-15e, puis Lyon au lendemain de l’indépendance) et en Algérie (Alger, Médéa, Sidi Nahmane, Belkitane et centres de regroupement) ;
- Coudekerque (Nord) : action sociale et éducative dans la continuation du travail entrepris après la guerre ;
- Dakar : une équipe permanente a ouvert un dispensaire ;
- la Maison internationale des étudiants de Sèvres accueille une soixantaine d'étudiants d'origine et de niveaux divers ;
- le service des prisons et libérés a été associé aux réformes pénitentiaires ;
- le service des sinistrés d'urgence.

La Cimade dispose alors d’un centre d’accueil à Sucy-en-Brie depuis 1948 et de maisons de retraite pour réfugiés russes à Cannes, Saint-Raphaël et au Perreux-sur-Marne. En 1970, ouvre le poste de Strasbourg. Roby Bois, secrétaire général de La Cimade de 1973 à 1984 et qui vécut en Algérie pendant la guerre d’indépendance, fut particulièrement impliqué pendant cette période.
Après la proclamation de l’indépendance de l'Algérie, certains équipiers de la Cimade continuent à travailler dans le pays, dans le cadre du « Comité chrétien de service en Algérie » créé par le Conseil œcuménique des Églises. En 1966, une équipe de la Cimade s'installe dans le camp de Sainte-Livrade-sur-Lot où sont installés des harkis et des rapatriés d'Indochine. La Cimade est aussi présente dans d'autres camps, comme dans celui de Saint-Maurice-l'Ardoise dans le Gard.

### Dans les années 1970
Au début des années 1970, l'association est réorganisée, autour d'une direction composée d'un conseil, d'un comité directeur et d'un secrétaire général, de services nationaux et des équipes.
Les services nationaux se répartissent entre services techniques (émigration, immigration, régularisation, étudiants, alphabétisation, artisanat, assistance et urgences, et prisons), services administratifs (comptabilité, secrétariat, reprographie, standard et Grenelle), et des services spécialisés (Information, documentation, fichier, personnel et bénévoles, développement).
Les équipes sont réparties en secteurs : Tiers-Monde (Dakar, CCSA Algérie et Proche-Orient), réfugiés (accueil Paris et Massy), migrants (Saint-Denis, Nanterre, Sucy, Paris, Lyon, Strasbourg, Corse, Marseille Dames et Marseille Arenc) et entraide (Harkis, Sainte-Livrade et Cannes).
Dès l'arrivée des premiers réfugiés politiques brésiliens en 1964, la Cimade suit la situation en Amérique latine. À partir de 1973, elle s'engage dans l'accueil de réfugiés chiliens, dont certains sont accueillis au centre de Massy dirigé par André Jacques, à côté des Mozambicains, Grecs, Angolais… À partir de 1975, la Cimade est impliquée dans l'accueil des réfugiés d'Indochine. Elle s'occupe en particulier de formation linguistique, avec un financement de l'État (FAS).

### Dans les années 1980
En 1984, la Cimade connaît une nouvelle réorganisation. Sous l'autorité du secrétaire général se trouvent un service d'administration, un groupe « droits de l'homme » et des postes régionaux respectivement situés à Paris, Lyon, Marseille, Montpellier, Strasbourg et Montbéliard. Par ailleurs, une équipe de direction réunit, outre le SG, les responsables des départements communication, développement et étrangers (organisé en « défense des droits - accueil », « actions économiques et culturelles » et « foyer de Massy »).

### Dans les années 1990
En 1991, à côté des instances élues (assemblée, conseil et bureau) la Cimade s'organise en pôle national, équipes nationales et équipes régionales. Le pôle national comprend le secrétariat général, le service administratif et financier et la communication. L'équipe nationale gère un bureau « défense des droits des étrangers », la « défense des étrangers en rétention » (DER), l'adaptation linguistique, un « programme femmes » et le service des solidarités internationales.
Des « équipes régionales » sont implantées en Île-de-France (Paris-Batignolles, Paris-Trévise, Massy), Méditerranée (Marseille, Montpellier, Nice, Perpignan), Centre Alpes Rhône (Lyon, Clermont-Ferrand), Est (Strasbourg, Montbéliard, Besançon), Sud-Ouest (Toulouse, Bordeaux), Ouest (Nantes) et Nord (Lille).
Localement, des groupes locaux organisent les activités.

### Dans les années 2000
En 2006, la Cimade lance une campagne intitulée « Assez d'humiliation, les migrants sont notre monde ! » qui dénonce les injustices et les humiliations subies par les migrants autour de huit thèmes. Cette campagne aboutit en 2007 à l'élaboration de 75 propositions pour une politique d'immigration juste et réfléchie « si l'on veut éviter que l'Europe ne se transforme en une République grecque avec ses citoyens, ses esclaves et au loin ses barbares ». Laurent Giovannoni, secrétaire général, présente le projet de la Cimade aux candidats à l'élection présidentielle comme une alternative au règlement actuel de l'immigration.
En 2011, la Cimade publie « 40 propositions » sous le titre général d’Inventer une politique d'hospitalité. Elle y propose de tendre vers un droit universel à la liberté de circulation et d’installation tout en prenant en compte la nécessité de procéder par étapes.

### Dans les années 2020

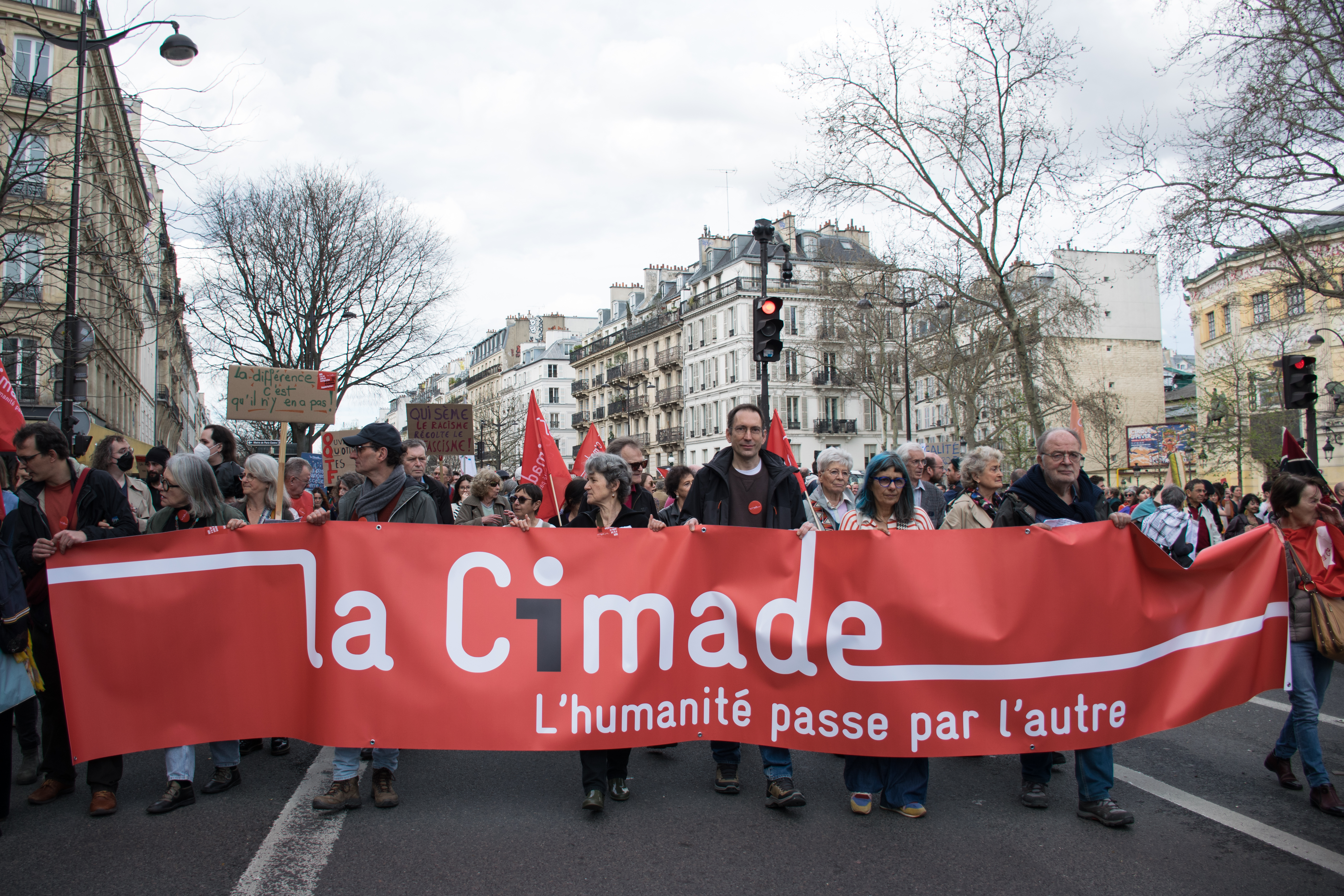
Manifestation contre le racisme (« Marche des solidarités ») du 22 mars 2025 à Paris.

À partir du 13 décembre 2021, et jusqu'à fin janvier 2022, les locaux de la Cimade à Mayotte sont bloqués par un collectif xénophobe, le Collectif de défense des intérêts de Mayotte. Ce collectif, qui est à l'origine de plusieurs intimidations envers l'association depuis 2018, reçoit la visite et le soutien de Marine Le Pen au cours du blocage en décembre 2021,.
En décembre 2022, les locaux de la Cimade à Bordeaux sont vandalisés par le groupe d'extrême droite Action directe identitaire par des slogans tels que « Pour une France en non-mixité ». Plusieurs autres associations (notamment SOS Racisme et l'ASTI) ont été ciblées par le même groupe durant le mois précédent, laissant penser que c'est l'engagement antiraciste de la Cimade qui est visé. S'inquiétant d'une escalade des actes d'extrême droite, l'association organise alors une manifestation le 18 décembre conjointement avec la FASTI. En soutien à la Cimade, le maire de Bordeaux Pierre Hurmic réunit la cellule de lutte contre la radicalisation et écrit un courrier à la procureure et à la préfète. 
Après l'attaque du Hamas contre Israël d'octobre 2023, la Cimade désigne « pudiquement » (Le Figaro) l'événement comme une « offensive du Hamas », « dans un contexte d'oppression généralisée marqué notamment par seize ans de blocus de la bande de Gaza, cinquante-six ans d'occupation israélienne, un régime d'apartheid et une intensification de la colonisation », selon son communiqué.
En octobre 2023, plusieurs antennes de l’association sont la cible de « tags haineux », notamment « Arras complice », après l'assassinat de Dominique Bernard. De son côté, la Cimade refuse tout lien entre sa mobilisation en 2014 pour s’opposer à l’expulsion de la famille du meurtrier Mohammed Mogouchkov et la mort de l’enseignant.

## Activités

### Droits des étrangers

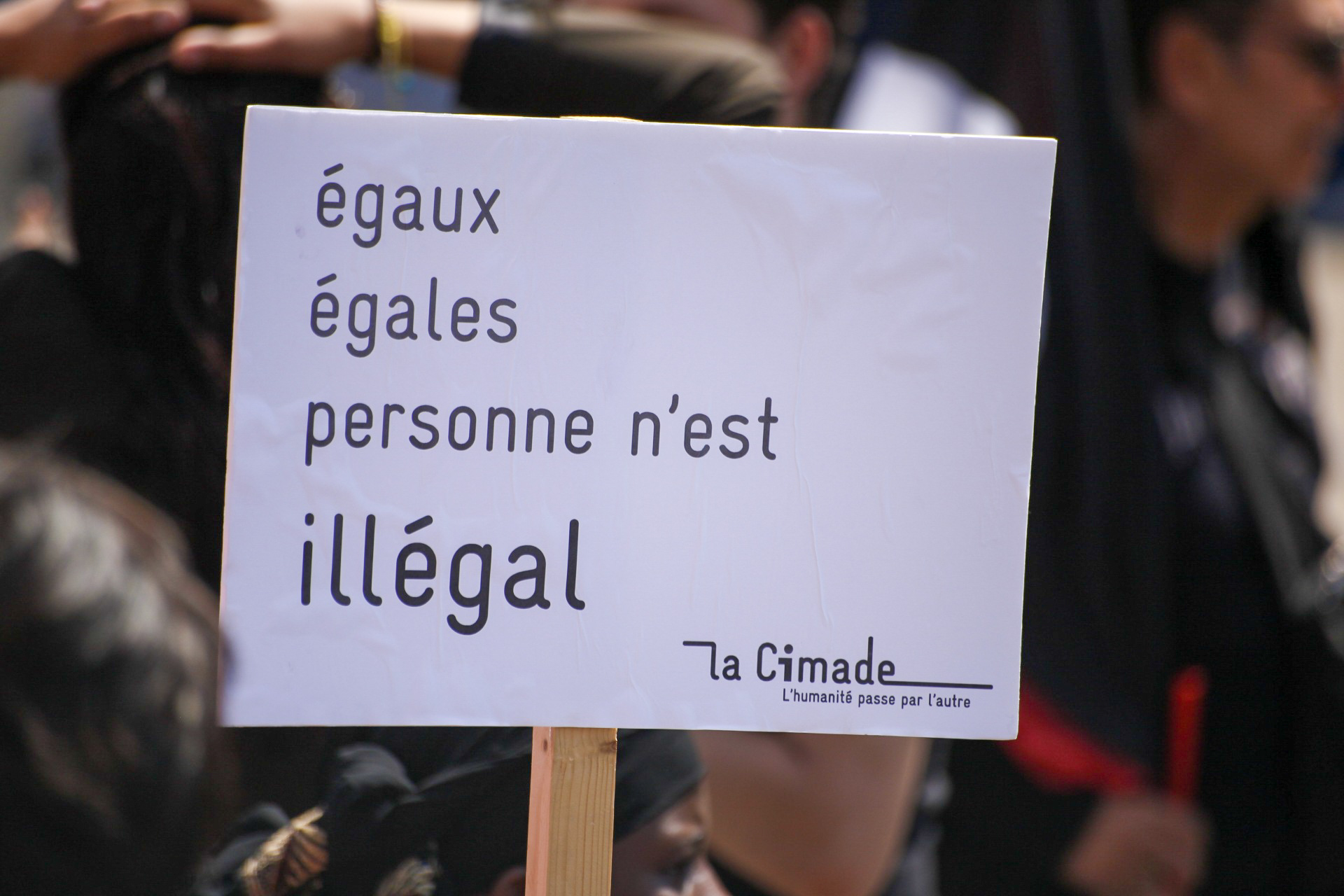
Pancarte brandie dans une manifestation contre le projet de loi immigration en 2023.

La Cimade est impliquée dans l'aide juridique en droit des étrangers et de la nationalité, en particulier en direction des étrangers en situation irrégulière (« sans-papiers »), aux côtés d'autres organismes tels que le Gisti. Cette action peut comprendre la saisine des juridictions compétentes, à partir de situations particulières mais qui peuvent créer du droit.
Plus généralement, avec d'autres associations, elle lutte pour la défense et la reconnaissance des droits des étrangers vivant en Europe, en participant à divers réseaux comme Migreurop. Dans ce cadre, elle organise des actions de sensibilisations auprès du grand public (festival « Migrant'scène ») et de plaidoyers en direction des responsables politiques (parlementaires, ministères…).

### Rétention administrative
Entre 1984 et 2009, par une convention passée avec le ministère des Affaires sociales, la Cimade a été la seule association présente dans les centres de rétention administrative du territoire métropolitain. Créée pour un soutien matériel, la mission a rapidement évolué vers une assistance juridique aux personnes en voie de reconduite à la frontière et de témoignage sur les conditions de la rétention.
Depuis 2010, et le passage de la convention au ministère de l'Intérieur, cinq associations interviennent dans les centres français en métropole et outre-mer (sauf Mayotte). Jusqu'à fin 2013, dans le cadre de ce marché public, la Cimade est présente dans 14 centres de rétention administrative, dont trois en outre-mer. Elle y assiste les personnes retenues dans la défense de leurs droits. En 2014, après un nouveau marché, la Cimade reste présente dans 11 CRA, dont ceux d'outre-mer.
La mission du service de « défense des étrangers retenus » (DER) de la Cimade, dissous en 2010 lorsque la rétention a été régionalisée, visait à rendre effectifs les droits fondamentaux garantis par l'ordonnance du 2 novembre 1945. Les « équipiers » de la Cimade visitent les étrangers retenus, leur fournissent les informations juridiques et l'assistance sociale indispensables, et assurent les liens entre ces étrangers et l'extérieur du centre, particulièrement avec les familles. La Cimade rend également compte au ministère des Affaires sociales de l'accomplissement de cette mission, et formule si besoin des propositions tendant à l'amélioration des conditions de rétention.

### Hébergement
La Cimade gère deux lieux d'hébergement :
- le centre de Massy, dans la banlieue parisienne, devenu un centre provisoire d'hébergement (CPH) qui accueille principalement des réfugiés,
- le centre de Béziers (Hérault), centre d'accueil pour les demandeurs d'asile (CADA).

## L'ancrage dans le protestantisme
À la création de l'association, la vocation religieuse joue un rôle essentiel. Le Comité inter-mouvements (CIM), ancêtre de la Cimade, rassemble les mouvements de jeunesses protestant français : la Fédération française des associations chrétiennes d'étudiants (appelée « La Fédé »), les branches françaises de l'Union chrétienne de jeunes gens et des jeunes filles, et les scouts de la Fédération des éclaireurs unionistes et de la Fédération française des éclaireuses. Le but premier de l'association en 1940 est « de témoigner de l’Évangile auprès de la jeunesse française éprouvée par la guerre ». 
La participation au protestantisme marque toujours l'association, qui se définit comme œcuménique mais se laïcise progressivement tout en restant membre de la Fédération protestante de France et de la Fédération de l'entraide protestante. Le pasteur Marc Boegner, président de la Cimade entre 1944 et 1955, dirige en même temps la Fédération protestante de France. Les pasteurs Jacques Maury et Jacques Stewart ont également été présidents de la Fédération protestante de France avant de présider l'association.

## Orientations politiques
Dès l’origine, la Cimade revendique une certaine forme d'engagement politique, a contrario de la neutralité adoptée par d'autres organisations comme le Comité international de la Croix-Rouge (CICR). Dans la continuité de l'Église confessante allemande qui s'oppose aux thèses nazies dès 1933, Madeleine Barot, alors secrétaire générale de la Cimade, et Suzanne de Dietrich participent à l'élaboration des thèses de Pomeyrol, réflexion théologique sur les limites de l'obéissance à l'État, les libertés individuelles et la dénonciation de la collaboration.
Dans l'entre-deux-tours de l'élection présidentielle de 2017 qui oppose Marine Le Pen et Emmanuel Macron, la Cimade appelle dans une tribune avec soixante autres associations à faire barrage à la candidate du Front national. La Cimade réitère son opposition à l'extrême droite en 2024 et appelle, dans une pétition rassemblant plusieurs dizaines d'associations, les Français à ne pas voter pour le Rassemblement national aux élections européennes. Ce positionnement politique, et la mobilisation de l'association en faveur des immigrés, suscitent régulièrement l'ire de l'extrême droite comme à Bordeaux en 2022 ou à la suite de l'assassinat de Dominique Bernard en 2023,,.

### Liens avec d'autres associations
Au cours de son histoire, des militants de la Cimade ont été impliqués dans la création de nombreuses structures engagées dans la défense des droits de l'homme, des réfugiés ou des migrants, (comme le Gisti, Forum Réfugiés, France terre d'asile…) qui ont ensuite connu une activité propre, et parfois concurrente[réf. nécessaire].
La Cimade est également impliquée dans de nombreux collectifs, comme RomEurope, Migreurop, ou encore Boat for People. Dans le cadre du projet Loujna, elle travaille particulièrement avec des associations africaines de défense des migrants en Afrique de l'Ouest et au Maghreb.

## Financement
Depuis au moins 2005, le budget de la Cimade repose majoritairement sur des financements publics, mais la part des dons privés progresse. Selon l’Inspection générale des affaires sociales, l'association « est marquée par une forte dépendance à l'égard des fonds publics (60 % des ressources d’exploitation viennent du ministère chargé des affaires sociales) ». Pour l'observatoire de l'action humanitaire, la proportion de financements privés serait diversifiée. En 2008 et 2009, l’augmentation de la proportion de financements privés proviendrait du produit de la vente du siège social.
Pour promouvoir son action auprès du public et lui permettre de faire appel au don en confiance, l’association adhère au comité de la Charte qui garantit la transparence de ses comptes.
Depuis 2005, le budget de la Cimade varie entre 6,5 millions et 10 millions d’euros. L'association emploie environ une centaine de salariés et revendique deux mille adhérents.
|      | Ressources         | Ressources   | Emplois   | Emplois        |            |
|      | Financement public | Dons et legs | Actions   | Administration | Total      |
| 2005 | 4 410 254          | 1 219 812    | 5 766 606 | 463 288        | 6 596 599  |
| 2006 | 3 515 732          | 1 470 323    | 5 984 582 | 453 373        | 7 095 925  |
| 2007 | 5 802 647          | 1 302 350    | 6 740 791 | 815 790        | 7 865 912  |
| 2008 | 6 325 879          | 2 292 189    | 7 428 668 | 1 367 041      | 9 527 260  |
| 2009 | 6 738 000          | 2 640 000    | 8 355 000 | 1 797 000      | 10 152 000 |
| 2010 | 4 428 774          | 2 262 042    | 5 776 204 | 3 382 699      | 9 158 903  |
| 2011 | 4 300 000          | 2 400 000    | 5 900 000 | 2 200 000      | 8 900 000  |
| 2012 | 4 400 000          | 2 500 000    | 6 200 000 | 1 900 000      | 8 500 000  |
| 2013 | 4 500 000          | 2 340 519    | 6 400 000 | 2 100 000      | 8 800 000  |

## Responsables nationaux de la Cimade
| Présidents | Secrétaires généraux |
| --- | --- |
| - 1940 : Jane Pannier - 1941-1944 : Violette Mouchon - 1944-1968 : Marc Boegner - 1968-1970 : Daniel Atger - 1970-1983 : Bernard Picinbono - 1983-1988 : Alain Ruellan - 1988-1995 : Jacques Maury - 1995-1997 : Jean-Pierre Weben - 1997-2002 : Bernard Picinbono - 2002-2006 : Jacques Stewart - 2006-2013 : Patrick Peugeot - 2013-2018 : Geneviève Jacques - 2018-2020 : Christophe Deltombe, - Depuis 2020 : Henry Masson | - 1939-1940 : Georgette Siegrist - 1940-1956 : Madeleine Barot - 1956-1968 : Jacques Beaumont - 1968-1974 : Michel Wagner - 1974-1984 : Roby Bois - 1984-1988 : Marc Brunschweiler - 1988-1995 : Geneviève Jacques - 1996-2003 : Jean-Marc Dupeux - 2003-2005 : Michel Forst - 2005-2010 : Laurent Giovannoni - 2010-2011 : Jérôme Martinez - 2012-2019 : Jean-Claude Mas - 2019-2020 : Cyrille de Billy - Depuis 2021 : Fanélie Carrey-Conte |